# Fjädervikt i grekisk-romersk stil i brottning vid olympiska sommarspelen 1972
Herrarnas brottningsturnering i grekisk-romersk stil i viktklassen fjädervikt vid olympiska sommarspelen 1972 avgjordes i Fairgrounds, Judo and Wrestling Hall i München. 

## Medaljörer
| Klass      | Guld                      | Silver                             | Brons                    |
| Fjädervikt | Georgi Markov · Bulgarien | Heinz-Helmut Wehling · Östtyskland | Kazimierz Lipień · Polen |

## Resultat
Legend
- TF — Vinst genom fall
- IN — Vinst genom att motståndaren skadas
- DQ — Vinst genom passivitet
- D1 — Vinst genom passivitet, vinnaren är också passiv
- D2 — Båda brottarna förlorade på grund av passivitet
- FF — Vinst genom förverkande
- DNA — Anlände inte
- TPP — Totala straffpoäng
- MPP — Matchstraffpoäng

Straff
- 0 — Vinst genom fall, teknisk överlägsenhet, passivitet, skada och förverkande
- 0.5 — Vinst på poäng, 8-11 poängs skillnad
- 1 — Vinst på poäng, 1-7 poängs skillnad
- 2 — Vinst på passivitet,  vinnaren är också passiv
- 3 — Förlust på poäng, 1-7 poängs skillnad
- 3.5 — Förlust på poäng, 8-11 poängs skillnad
- 4 — Förlust genom fall, teknisk överlägsenhet, passivitet, skada och förverkande

### Elimineringsrunda

#### Omgång 1
| TPP | MPP |                            | Poäng |                            | MPP | TPP |
| --- | --- | -------------------------- | ----- | -------------------------- | --- | --- |
| 4   | 4   | James Hazewinkel (USA)     | 1:41  | Slavko Koletić (YUG)       | 0   | 0   |
| 4   | 4   | Théodule Toulotte (FRA)    | 8:34  | Kazimierz Lipień (POL)     | 0   | 0   |
| 1   | 1   | László Réczi (HUN)         |       | Jakob Tanner (SUI)         | 3   | 3   |
| 0   | 0   | Stelios Mygiakis (GRE)     | 4:21  | Mohammed Ebrahimi (AFG)    | 4   | 4   |
| 0   | 0   | Djemal Megrelisjvili (URS) | 4:52  | Metin Alakoç (TUR)         | 4   | 4   |
| 4   | 4   | Eliseo Salugta (PHI)       | 1:34  | Georgi Markov (BUL)        | 0   | 0   |
| 4   | 4   | Carlos Hurtado (PER)       | 8:24  | Harry van Landeghem (BEL)  | 0   | 0   |
| 0   | 0   | Martti Laakso (FIN)        | 6:35  | Juan Hernández (GUA)       | 4   | 4   |
| 1   | 1   | Hideo Fujimoto (JPN)       |       | Heinz-Helmut Wehling (GDR) | 3   | 3   |
| 0   |     | Ion Păun (ROU)             |       | Bye                        |     |     |

#### Omgång 2
| TPP | MPP |                            | Poäng |                            | MPP | TPP |
| --- | --- | -------------------------- | ----- | -------------------------- | --- | --- |
| 1   | 1   | Ion Păun (ROU)             |       | James Hazewinkel (USA)     | 3   | 7   |
| 0   | 0   | Slavko Koletić (YUG)       | 7:08  | Théodule Toulotte (FRA)    | 4   | 8   |
| 1   | 1   | Kazimierz Lipień (POL)     |       | László Réczi (HUN)         | 3   | 4   |
| 7   | 4   | Jakob Tanner (SUI)         | 7:57  | Stelios Mygiakis (GRE)     | 0   | 0   |
| 0   | 0   | Djemal Megrelisjvili (URS) | 1:48  | Eliseo Salugta (PHI)       | 4   | 8   |
| 7   | 3   | Metin Alakoç (TUR)         |       | Georgi Markov (BUL)        | 1   | 1   |
| 8   | 4   | Carlos Hurtado (PER)       | 4:03  | Martti Laakso (FIN)        | 0   | 0   |
| 3.5 | 3.5 | Harry van Landeghem (BEL)  |       | Hideo Fujimoto (JPN)       | 0.5 | 1.5 |
| 8   | 4   | Juan Hernández (GUA)       | 1:30  | Heinz-Helmut Wehling (GDR) | 0   | 3   |
| 4   |     | Mohammed Ebrahimi (AFG)    |       | DNA                        |     |     |

#### Omgång 3
| TPP | MPP |                            | Poäng |                            | MPP | TPP |
| --- | --- | -------------------------- | ----- | -------------------------- | --- | --- |
| 2   | 1   | Ion Păun (ROU)             |       | Slavko Koletić (YUG)       | 3   | 3   |
| 1   | 0   | Kazimierz Lipień (POL)     | 5:37  | Stelios Mygiakis (GRE)     | 4   | 4   |
| 7   | 3   | László Réczi (HUN)         |       | Djemal Megrelisjvili (URS) | 1   | 1   |
| 1   | 0   | Georgi Markov (BUL)        | 1:22  | Harry van Landeghem (BEL)  | 4   | 7.5 |
| 2   | 2   | Martti Laakso (FIN)        |       | Hideo Fujimoto (JPN)       | 2   | 3.5 |
| 3   |     | Heinz-Helmut Wehling (GDR) |       | Bye                        |     |     |

#### Omgång 4
| TPP | MPP |                            | Poäng |                            | MPP | TPP |
| --- | --- | -------------------------- | ----- | -------------------------- | --- | --- |
| 5.5 | 2.5 | Heinz-Helmut Wehling (GDR) |       | Ion Păun (ROU)             | 2.5 | 4.5 |
| 6.5 | 3.5 | Slavko Koletić (YUG)       |       | Kazimierz Lipień (POL)     | 0.5 | 1.5 |
| 5   | 1   | Stelios Mygiakis (GRE)     |       | Djemal Megrelisjvili (URS) | 3   | 4   |
| 2   | 1   | Georgi Markov (BUL)        |       | Martti Laakso (FIN)        | 3   | 5   |
| 3.5 |     | Hideo Fujimoto (JPN)       |       | Bye                        |     |     |

#### Omgång 5
| TPP | MPP |                            | Poäng |                        | MPP | TPP |
| --- | --- | -------------------------- | ----- | ---------------------- | --- | --- |
| 4.5 | 1   | Hideo Fujimoto (JPN)       |       | Ion Păun (ROU)         | 3   | 7.5 |
| 5.5 | 0   | Heinz-Helmut Wehling (GDR) | 7:00  | Kazimierz Lipień (POL) | 4   | 5.5 |
| 8   | 3   | Stelios Mygiakis (GRE)     |       | Georgi Markov (BUL)    | 1   | 3   |
| 5   | 1   | Djemal Megrelisjvili (URS) |       | Martti Laakso (FIN)    | 3   | 8   |

#### Sista omgångarna
| TPP | MPP |                            | Poäng |                            | MPP | TPP |
| --- | --- | -------------------------- | ----- | -------------------------- | --- | --- |
| 7.5 | 3   | Hideo Fujimoto (JPN)       |       | Kazimierz Lipień (POL)     | 1   | 6.5 |
| 6.5 | 1   | Heinz-Helmut Wehling (GDR) |       | Djemal Megrelisjvili (URS) | 3   | 8   |
| 3   |     | Georgi Markov (BUL)        |       | Bye                        |     |     |